# Ivančna Gorica (gemeente)
Ivančna Gorica (Duits: Johannsbüchel) is een gemeente in Centraal-Slovenië. De gemeente maakte voorheen deel uit van Grosuplje. Zij telde in 2004 11.956 inwoners. De gemeente bestaat behalve uit Ivančna Gorica uit de plaatsen Ambrus, Dob, Korinj, Krka (eerste vermelding in de 12e eeuw), Metnaj, Muljava, Pristava nad Stično, Sobrače (eerste vermelding in 1243), Stična, Šentvid pri Stični (eerste vermelding in 1136), Vir pri Stični, Višnja Gora (eerste vermelding in de 14e eeuw), Zagradec (voor het eerst vermeld in 1251) en Zgornja Draga. In Slovenië is Ivančna Gorica met name bekend door de hier geboren Josip Jurčič, een van 's lands meest vereerde schrijvers.
Door Ivančna Gora loopt de Europese wandelweg E-7. Met name rond de rivier Krka, die bij het gelijknamige dorp in de gemeente ontspringt, ontwikkelt zich een toeristisch aanbod, van vissen via zwemmen tot rafting.

## Prehistorie en Oudheid
In Ivančna Gorica bevinden zich talrijke overblijfselen uit de ijzertijd en de oudheid, die dateren uit de Hallstattcultuur, de brons- en ijzertijd tot de late oudheid. In het dorp Vir bij Stična ligt een van de grootste nederzettingen uit de Hallstatt-periode in het land: 800 meter bij 350 meter. Tot de overblijfselen uit deze tijd behoren meerdere grafheuvels. Voor Višnja Gora en Stična geldt bovendien, dat hier sprake was van een continue bewoning vanaf de tijd van de Kelten tot in de laat-Romeinse tijd.

## Verdere bezienswaardigheden
- Ambrus: kerk van Bartholomeus;
- Dob: grafheuvels uit de Hallstattcultuur;
- Korinj: ruïnes van de Sint-Joriskerk, welke op een laat-romeinse versterkingspost gebouwd was. Rond deze vestigingsplaats gaan archeologische vondsten terug tot ongeveer 1000 v.Chr.
- Krka: de van oorsprong uit de 12e eeuw daterende parochiekerk HH. Cosmas en Damianus werd gerenoveerd in 1757;
- Metnaj: een gotisch, deels verbouwde votiefkerk van H. Maria Magdalena;
- Muljava: een gotische kerk van Maria-Tenhemelopneming uit de eerste helft van de 15e eeuw;
- Pristava nad Stično: heeft een gotische kerk van H. Lambertus;
- Sobrače: hier staat een kerk van H. Andreas.
- Stična: In Stična liep eertijds een Romeinse heerbaan, en er vormde zich hier een kleine Romeinse nederzetting. Daarvoor was er op deze plaats al bewoning in de ijzertijd. Hier stichtte Peregrinus I, patriarch van Aquilea in 1136 een cisterciënzerklooster. Het klooster leed in de 16e eeuw onder de invallen van de Turken. Als gevolg van de hervormingen van keizer Jozef II werd het klooster in 1784 opgedoekt en er werden een school en overheidsorganen in gevestigd. Dit was voor ruim honderd jaar het geval, vanaf 1898 zijn de cisterciënsers namelijk weer present. Het klooster heeft onder meer een basiliek van Maria Moeder van Smarten in barokstijl, hoewel de kerk van oorsprong gotisch was.
- Šentvid: grafheuvels uit zowel de Hallstattcultuur als begraafplaatsen uit de Romeinse tijd. Šentvid verkreeg marktrechten in de eerste helft van de 14e eeuw en beschikt over een aantal kerken: de romaanse bedevaartkerk van Sint-Rochus, een eveneens romaanse parochiekerk van Sint-Vitus en een votiefkerk van Sint-Nicolaas uit 1250.
- Vir pri Stični: Hier ligt een van de grootste Hallstattcultuurnederzettingen van Slovenië (850 meter bij 300 meter).
- Višnja Gora: Aanvankelijk een Keltische nederzetting, later een Romeinse nederzetting. Het hier gelegen kasteel Wichselberg werd voor het eerst in 1154 vermeld. Het kasteel, in bezit van de graven van Višnja Gora, raakte gedurende de 18e eeuw in verval. Višnja Gora kreeg stadsrechten in 1478en beschikt nog over een deels intact gebleven 15e-eeuwse ommuring. Deze plaats heeft naast een votiefkerk van Sint-Anna ook een uit 1450 daterende parochiekerk van Sint-Tilanus.
- Zagradec: er bevindt zich het kasteel Boštanj. Het kasteel en dorp worden in 1251 vermeld. In de 16e eeuw werd in deze plaats ijzer gewonnen en houtskool gebrand. In 1844 werd uitgebreid en gemoderniseerd, maar tegenwoordig is deze nijverheid niet meer aanwezig.
- Zgornja Draga: Hier ligt de romaanse kerk van Sint-Martinus uit het midden van de 12e eeuw met muurschilderingen uit de 17e eeuw.

## Plaatsen in de gemeente
Ambrus, Artiža vas, Bakrc, Boga vas, Bojanji Vrh, Bratnice, Breg pri Dobu, Breg pri Temenici, Breg pri Zagradcu, Brezovi Dol, Bukovica, Debeče, Dedni Dol, Dečja vas pri Zagradcu, Dob pri Šentvidu, Dobrava pri Stični, Dolenja vas pri Temenici, Čagošče, Češnjice pri Zagradcu, Fužina, Gabrje pri Stični, Gabrovčec, Gabrovka pri Zagradcu, Glogovica, Gorenja vas, Gorenje Brezovo, Gradiček, Grintovec, Griže, Grm, Hrastov Dol, Ivančna Gorica, Kal, Kamni Vrh pri Ambrusu, Kamno Brdo, Kitni Vrh, Kriška vas, Krka, Krška vas, Kuželjevec, Laze nad Krko, Leskovec, Leščevje, Lučarjev Kal, Mala Dobrava, Mala Goričica, Male Dole pri Temenici, Male Češnjice, Male Kompolje, Male Lese, Male Pece, Male Rebrce, Male Vrhe, Mali Kal, Mali Korinj, Malo Črnelo, Malo Globoko, Malo Hudo, Marinča vas, Mekinje nad Stično, Metnaj, Mevce, Mleščevo, Mrzlo Polje, Muljava, Nova vas, Obolno, Oslica, Osredek nad Stično, Petrušnja vas, Peščenik, Planina, Podboršt, Podbukovje, Podsmreka pri Višnji Gori, Pokojnica, Poljane pri Stični, Polje pri Višnji Gori, Potok pri Muljavi, Praproče pri Temenici, Primča vas, Pristava nad Stično, Pristava pri Višnji Gori, Pristavlja vas, Pungert, Pusti Javor, Radanja vas, Radohova vas, Ravni Dol, Rdeči Kal, Sad, Sela pri Dobu, Sela pri Sobračah, Sela pri Višnji Gori, Selo pri Radohovi Vasi, Sobrače, Spodnja Draga, Spodnje Brezovo, Stari trg, Stična, Stranska vas ob Višnjici, Sušica, Šentjurje, Šentpavel na Dolenjskem, Šentvid pri Stični, Škoflje, Škrjanče, Temenica, Tolčane, Trebež, Trebnja Gorica, Trnovica, Valična vas, Velika Dobrava, Velike Dole pri Temenici, Velike Češnjice, Velike Kompolje, Velike Lese, Velike Pece, Velike Rebrce, Velike Vrhe, Veliki Kal, Veliki Korinj, Veliko Črnelo, Veliko Globoko, Videm pri Temenici, Vir pri Stični, Višnja Gora, Višnje, Vrh pri Sobračah, Vrh pri Višnji Gori, Vrhpolje pri Šentvidu, Zaboršt pri Šentvidu, Zagradec, Zavrtače, Zgornja Draga, Znojile pri Krki

## In Ivančna Gorica zijn geboren
- Janez Cigler (1792-1869) in Višnja Gora, schrijver
- Josip Jurčič (1844-1881) in Muljava, schrijver
- Jože Kastelic (*1913) in Šentvid, dichter en archeoloog
- Julij Kleinmayr (1847-1913) in Višnja Gora, criticus

Borovnica · Brezovica · Dobrepolje · Dobrova-Polhov Gradec · Dol pri Ljubljani · Domžale · Grosuplje · Horjul · Ig · Ivančna Gorica · Kamnik · Komenda · Litija · Ljubljana · Log-Dragomer · Logatec · Lukovica · Medvode · Mengeš · Moravče · Škofljica · Šmartno pri Litiji · Trzin · Velike Lašče · Vodice · Vrhnika
1. ↑  "Prebivalstvo po starosti in spolu, občine, Slovenija, polletno". Statistični urad Republike Slovenije. Geraadpleegd op 18 april 2021.